# Vigararias de Lisboa
Para efeitos administrativos, o Patriarcado de Lisboa subdivide-se, desde 7 de Julho de 2011, em 17 vigararias (unidades que, noutras dioceses, tomam o nome de arciprestados).
A atual lista de paróquias e vigararias pode ser consultada no sítio do Patriarcado.
A anterior administração eclesiástica do Patriarcado de Lisboa, em vigor até 11 de Junho de 2006, era a seguinte:

## Zona deLisboa

### Vigararia de Lisboa I
Paróquias: Nossa Senhora da Encarnação, Nossa Senhora da Pena, Nossa Senhora das Mercês, Nossa Senhora do Socorro, Nossa Senhora dos Mártires, Santa Cruz do Castelo, Santa Catarina do Monte Sinai, Santa Engrácia, Santas Justa e Rufina, Santa Maria Madalena, Santa Maria Maior da Sé Patriarcal, Santíssimo Coração de Jesus, Santíssimo Sacramento, Santo André e Santa Marinha da Graça, Santo Estêvão, São Cristóvão e São Lourenço, São Francisco de Assis, São José, São Miguel, São Nicolau e São Julião, São Paulo, São Tiago e São Martinho e São Vicente de Fora, São Tomé e São Salvador.

### Vigararia de Lisboa II
Paróquias: Cristo-Rei da Portela de Sacavém, Nossa Senhora da Conceição dos Olivais-Sul, Nossa Senhora dos Navegantes do Parque das Nações, Santa Beatriz da Silva, Santa Maria dos Olivais, Santo Eugénio da Encarnação, Santo Agostinho a Marvila, Santo António de Moscavide, São Bartolomeu do Beato e São Maximiliano Kolbe do Vale de Chelas.

### Vigararia de Lisboa III
Paróquias: Nossa Senhora da Ajuda, Nossa Senhora da Lapa, Nossa Senhora dos Prazeres, Santa Isabel, Santa Maria de Belém, Santo Condestável, Santos Veríssimo, Máxima e Júlia de Santos, São Francisco de Paula, São Francisco Xavier, São Mamede e São Pedro de Alcântara.

### Vigararia de Lisboa IV
Paróquias: Doze Apóstolos, Nossa Senhora do Carmo do Alto do Lumiar, Nossa Senhora das Dores, Nossa Senhora da Encarnação da Ameixoeira, Nossa Senhora de Fátima, Nossa Senhora da Porta do Céu (Telheiras), Santa Joana Princesa, Santo Anjo de Portugal, Santos Reis Magos do Campo Grande, São Bartolomeu da Charneca, São João Baptista do Lumiar, São João de Brito, São João de Deus e São Sebastião da Pedreira.

### Vigararia de Lisboa V
Paróquias: Nossa Senhora de Fátima do Bairro Padre Cruz, Nossa Senhora do Amparo de Benfica, Sagrada Família da Pontinha, Sagrada Família do Calhariz de Benfica, Santo António de Campolide, São Domingos de Benfica, São José do Bairro da Boavista, São Lourenço de Carnide, São Tomás de Aquino da Luz-Sul e São Vicente de Paulo do Bairro da Serafina.

### Vigararia de Lisboa VI
Paróquias: Espírito Santo, Imaculado Coração de Maria, Nossa Senhora da Penha de França, Nossa Senhora dos Anjos, São João Evangelista e São Jorge de Arroios.

## Zona Ocidental

### Vigararia daAmadora
Paróquias: Coração Imaculado de Maria de Alfragide, Coração Imaculado de Maria do Cacém, Nossa Senhora da Boa Nova da Reboleira, Nossa Senhora da Conceição da Amadora, Nossa Senhora da Conceição de Queluz, Nossa Senhora da Consolação de Agualva, Nossa Senhora da Fé de Monte Abraão, Nossa Senhora da Lapa da Falagueira, Nossa Senhora da Misericórdia de Belas, Nossa Senhora do Perpétuo Socorro da Venda Nova, Nossa Senhora Mãe de Deus da Buraca, Santa Marta de Casal de Cambra, Santa Teresa do Menino Jesus da Brandoa, Santíssimo Redentor da Damaia, São Bento de Massamá, São Brás, São Francisco de Assis de Alfornelos, São Francisco de Assis de Mira-Sintra e São Marcos.

### Vigararia deCascais
Paróquias: Nossa Senhora da Assunção e Ressureição de Cristo de Cascais, Nossa Senhora da Conceição da Abóboda, Nossa Senhora de Fátima da Parede, Nossa Senhora da Graça de Tires, Nossa Senhora dos Remédios de Carcavelos, Santo António do Estoril, São Domingos de Rana, São Pedro e São João do Estoril e São Vicente de Alcabideche.

### Vigararia deOeiras
Paróquias: Cristo-Rei de Algés, Nossa Senhora da Conceição da Outurela, Nossa Senhora da Purificação de Oeiras, Nossa Senhora das Dores de Laveiras-Caxias, Nossa Senhora do Cabo de Linha-a-Velha, Nossa Senhora do Porto Salvo, Senhor dos Aflitos da Cruz Quebrada, Senhor Jesus dos Navegantes de Paço de Arcos, Santo António de Nova Oeiras, São Miguel de Queijas, São Julião da Barra e Santa Bárbara, São Pedro de Barcarena e São Romão de Carnaxide.

### Vigararia deSintra
Paróquias: Nossa Senhora da Assunção de Colares, Nossa Senhora da Purificação de Montelavar, Nossa Senhora de Belém, São João das Lampas, São João Degolado de Terrugem, São José do Algueirão-Mem Martins, São Martinho de Sintra, Santa Maria e São Miguel de Sintra, São Pedro de Almargem do Bispo, São Pedro de Penaferrim e São Pedro de Pero Pinheiro.

## Zona Oriental

### Vigararia deAlenquer
Paróquias: Divino Espírito Santo da Ota, Nossa Senhora da Assunção de Cadafais, Nossa Senhora da Assunção de Triana, Nossa Senhora da Encarnção de Olhalvo, Nossa Senhora de Fátima do Carregado, Nossa Senhora da Graça da Abrigada, Nossa Senhora da Piedade de Santo Quintino, Nossa Senhora da Purificação da Sapataria, Nossa Senhora da Salvação da Arruda dos Vinhos, Nossa Senhora das Virtudes da Ventosa, Nossa Senhora dos Anjos de Vila Verde dos Francos, Nossa Senhora dos Prazeres da Aldeia Galega da Merceana, Salvador do Mundo do Sobral de Monte Agraço, Santa Ana de Carnota, Santa Maria Madalena da Aldeia Gavinha, Santa Quitéria de Meca, Santo Estêvão de Alenquer, São Gregório Magno de Cabanas de Torres, São Lourenço do Arranhó, São Miguel de Cardosas, São Miguel de Palhacana e São Tiago dos Velhos.

### Vigararia deLoureseOdivelas
Paróquias: Nossa Senhora da Purificação de Bucelas, Nossa Senhora do Rosário de Famões, Nossa Senhora Rainha dos Apóstolos da Ramada, Póvoa de Santo Adrião, Santa Maria de Loures, Santíssimo Nome de Jesus de Odivelas, Santo Antão do Tojal, Santo António dos Cavaleiros, São Julião de Frielas, São Julião do Tojal, São Pedro de Caneças, São Pedro de Lousa, São Saturnino de Fanhões e Santo Estêvão das Galés.

### Vigararia deSacavém
Paróquias: Nossa Senhora da Encarnação da Apelação, Nossa Senhora da Purificação de Sacavém, Nossa Senhora dos Remédios da Bobadela, Santa Iria de Azóia, São Pedro do Prior Velho, Santiago Maior de Camarate, São João da Talha e São Silvestre de Unhos.

### Vigararia deVila Franca de Xira
Paróquias: Divino Espírito Santo, Nossa Senhora da Assunção da Azambuja, Nossa Senhora da Assunção de Vialonga, Nossa Senhora da Purificação de Alcoentre, Nossa Senhora da Purificação de Aveiras de Cima, Nossa Senhora da Purificação de Cachoeiras, Nossa Senhora de Fátima da Póvoa de Santa Iria, Nossa Senhora do Rosário de Aveiras de Baixo, Sagrado Coração de Jesus do Forte da Casa, Santa Marta de Vila Nova da Rainha, São Bartolomeu da Castanheira do Ribatejo, São João Baptista de Alhandra, São João dos Montes, São Marcos do Calhandriz, São Pedro de Alverca do Ribatejo, São Pedro de Manique do Intendente e São Vicente Mártir de Vila de Franca de Xira.

## Zona Oeste

### Vigararia deAlcobaça-Nazaré
Paróquias: Nossa Senhora da Ajuda de Vestiaria, Nossa Senhora da Conceição de Turquel, Nossa Senhora da Encarnação da Benedita, Nossa Senhora da Vitória de Famalicão, Nossa Senhora das Areias da Pederneira, Santa Eufémia de Coz, Santíssimo Sacramento de Alcobaça, Santo André da Cela, Santo André de Évora de Alcobaça, São Gregório Magno do Bárrio, São João Baptista de Alfeizerão, São Lourenço de Maiorga, São Martinho do Porto, São Sebastião do Valado dos Frades e São Sebastião do Vimeiro.

### Vigararia doCadaval-Bombarral
Paróquias: Divino Espírito Santo do Painho, Nossa Senhora da Purificação de Alguber, Nossa Senhora da Conceição do Cadaval, Nossa Senhora da Conceição de Figueiros, Nossa Senhora da Purificação da Roliça, Nossa Senhora do Ó de Vilar, Sagrado Coração de Jesus de Vale Covo, Santíssimo Salvador do Bombarral, Senhor Jesus e São Pedro do Carvalhal, São João Baptista de Pêro Moniz, São Sebastião do Peral, São Simão da Vermelha, São Tomé de Lamas e São Vicente do Cercal.

### Vigararia dasCaldas da Rainha-Óbidos
Paróquias: Espírito Santo do Landal, Nossa Senhora da Anunciação da Tornada, Nossa Senhora da Conceição de Salir do Porto, Nossa Senhora da Piedade de Vidais, Nossa Senhora da Piedade do Vau, Nossa Senhora da Visitação da Alvorninha, Nossa Senhora das Mercês do Carvalhal Benfeito, Nossa Senhora de Aboboriz da Amoreira, Nossa Senhora do Pópulo das Caldas da Rainha, Nossa Senhora dos Anjos do Coto, Nossa Senhora dos Mártires da Serra do Bouro, Sagrado Coração de Maria do Olho Marinho, Santa Maria de Óbidos, Santa Maria Madalena de A-dos-Negros, Santo António de Salir de Matos, São Gregório, São Pedro de Óbidos, São Sebastião do Sobral da Lagoa e São Silvestre de A-dos-Francos.

### Vigararia daLourinhã-Peniche
Paróquias: Espírito Santo de Moledo, Nossa Senhora da Ajuda de Peniche, Nossa Senhora da Anunciação da Lourinhã, Nossa Senhora da Conceição da Moita dos Ferreiros, Nossa Senhora da Saúde e São Sebastião da Marteleira, Nossa Senhora de Monserrate de Ribamar, Santa Bárbara da Marquiteira, São Bartolomeu dos Galegos, São Domingos do Reguengo Grande, São Leonardo de Atouguia da Baleia, São Lourenço dos Francos de Miragaia, São Miguel do Vimeiro, São Pedro de Peniche, São Sebastião de Peniche e São Sebastião da Serra d'El-Rei.

### Vigararia deMafra
Paróquias: Nossa Senhora da Assunção de Cheleiros, Nossa Senhora da Assunção de Enxara do Bispo, Nossa Senhora da Conceição da Igreja Nova, Nossa Senhora da Encarnação e São Domingos da Encarnação, Nossa Senhora da Oliveira do Sobral da Abelheira, Nossa Senhora do Ó da Carvoeira, Nossa Senhora do Rosário de Vila Franca do Rosário, Santo André de Mafra, Santo António da Venda do Pinheiro, Santo Isidoro, São Miguel de Alcainça, São Miguel do Milharado, São Paulo da Malveira, São Pedro da Ericeira, São Pedro dos Grilhões da Azueira e São Silvestre do Gradil.

### Vigararia deTorres Vedras
Paróquias: Divino Espírito Santo do Monte Redondo, Nossa Senhora da Conceição da Ponte do Rol, Nossa Senhora da Ajuda e São Lourenço do Ramalhal, Nossa Senhora da Luz da Carvoeira, Nossa Senhora da Luz de A-dos-Cunhados, Nossa Senhora da Oliveira de Matacães, Nossa Senhora do Amparo da Silveira, Nossa Senhora Rainha do Mundo do Outeiro da Cabeça, Santa Maria do Castelo e São Miguel de Torres Vedras, Santa Maria Madalena do Turcifal, Santa Susana do Maxial, Santo António de Campelos, São Domingos de Carmões, São João Baptista de Runa, São Lucas de Freiria, São Mamede da Ventosa, São Pedro da Cadeira, São Pedro de Dois Portos e São Pedro e São Tiago de Torres Vedras.